# John Camden Neild

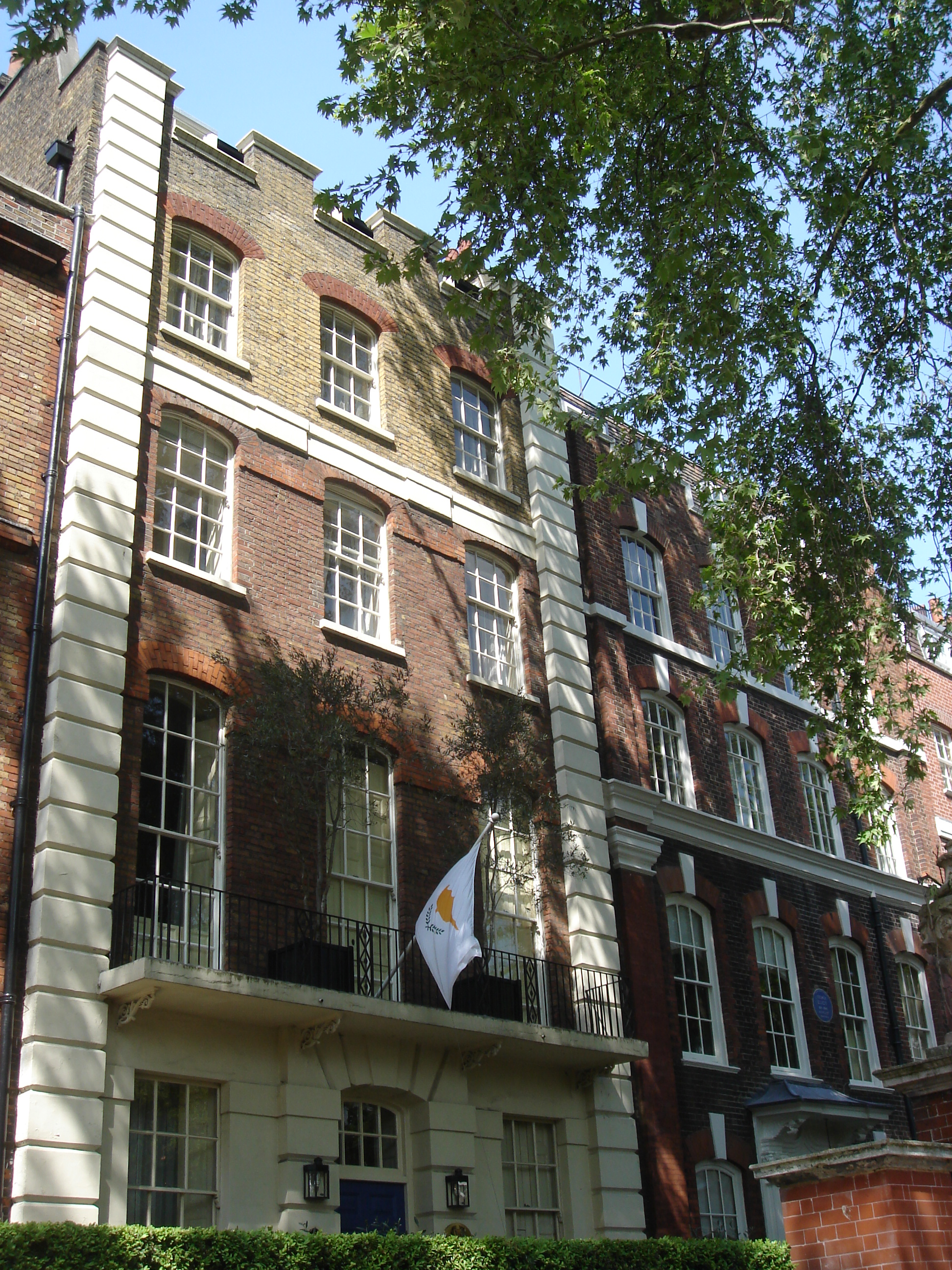
Sein Wohnhaus in der 5 Cheyne Walk

John Camden Neild (* etwa 1780 in London; † 30. August 1852 in Chelsea, London) war ein englischer Geizhals.

## Leben
Neild war der Sohn von James Neild, der die Gefängnisse reformiert hatte. Er wurde wahrscheinlich um 1780 in der St. James’s Street, London, geboren. Er besuchte von 1793 bis 1797 Eton und danach das Trinity College, Cambridge, welches er 1801 abschloss. Drei Jahre später wurde ihm, wie in Cambridge üblich, der M. A. ehrenhalber verliehen. Am 9. Februar 1808 wurde er in Lincoln’s Inn als Anwalt zugelassen und ließ sich in London nieder.
Er erbte 1814 das gesamte Vermögen seines Vaters im Wert von schätzungsweise 250.000 Pfund. Er lebte in einem großen Haus in 5 Cheyne Walk, Chelsea, und obwohl er zu dieser Zeit sehr wohlhabend war, war er so sparsam, dass er eine Zeit lang kein Bett zum Schlafen hatte. Seine Kleidung bestand aus einem blauen Frack mit Goldknöpfen, braunen Hosen, kurzen Gamaschen und geflickten Schuhen mit meist abgenutzten Absätzen. Er ließ seine Kleider nie bürsten, weil dies, wie er sagte, den Flor zerstöre. Er besuchte ständig seine zahlreichen Güter, ging zu Fuß, wann immer es möglich war, kaufte sich nie einen Mantel und wohnte immer bei seinen Pächtern, mit denen er ihre groben Mahlzeiten und Unterkunft teilte. Als er in North Marston in Buckinghamshire war, versuchte er um 1828 sich die Kehle durchzuschneiden und überlebte nur durch das sofortige Eingreifen der Frau seines Pächters, Mrs. Neale. Anders als andere bekannte Geizhälse, wie Daniel Dancer oder Hetty Green, leistete er gelegentlich wohltätige Arbeit, verfügte über umfangreiche Kenntnisse der juristischen und allgemeinen Literatur und behielt bis zuletzt seine Liebe zu den Klassikern.
Er starb am 30. August 1852 im Alter von 72 Jahren in 5 Cheyne Walk, Chelsea und wurde am 9. September im Altarraum der North Marston Church beigesetzt. Gemäß seinem Testament vermachte er, nachdem er einige unbedeutende Vermächtnisse hinterlassen hatte, seinen gesamten Besitz, der auf 500.000 Pfund geschätzt wurde, „Ihrer Gnädigsten Majestät Königin Victoria und bat Ihre Majestät um die gnädigste Annahme desselben zu ihrem alleinigen Gebrauch und Nutzen“. Gegen das Testament wurden zwei Vorbehalte eingetragen, die jedoch später zurückgezogen wurden. Königin Victoria erhöhte Neilds Vermächtnisse an die drei Testamentsvollstrecker von 100 auf jeweils 1000 Pfund, sie sorgte für seine Bediensteten, für die er keine Vorsorge getroffen hatte und sie sicherte Mrs. Neale, die Neilds Selbstmordversuch vereitelt hatte, eine Jahresrente von 100 Pfund zu. Im Jahr 1855 restaurierte Königin Victoria den Altarraum der North Marston Church und ließ ein Fenster zu Neilds Gedenken einbauen. Von dem Geld erwarb Königin Victoria Balmoral Castle.